# مال ويتفيلد
مال ويتفيلد (بالإنجليزية: Mal Whitfield)‏ (11 أكتوبر 1924 - 18 نوفمبر 2015) هو لاعب أولمبي لرياضة ألعاب القوى من الولايات المتحدة. شارك في الأولمبياد الصيفي في 1948–1952، وفاز بما مجموعه 5 ميداليات.

## الميداليات
| ذهب | فضة | برونز | المجموع |
| 3   | 1   | 1     | 5       |

## روابط خارجية
- مال ويتفيلد على موقع الاتحاد الدولي لألعاب القوى (الإنجليزية)
- مال ويتفيلد على موقع الاتحاد الأمريكي لسباقات المضمار والميدان، قاعة المشاهير (الإنجليزية)
- مال ويتفيلد على موقع اللجنة الأولمبية الدولية (الإنجليزية)
- مال ويتفيلد على موقع أوليمبيديا (الإنجليزية)